# Sedco Hills, California
Sedco Hills, California (енгл. Sedco Hills) град је у америчкој савезној држави Калифорнија.

## Демографија
По попису из 2000. године број становника је 3.078.
| Група             | 2000.         | 2010.    |
| Белци             | 1.747 (56,8%) | 0 (0,0%) |
| Афроамериканци    | 101 (3,3%)    | 0 (0,0%) |
| Азијати           | 35 (1,1%)     | 0 (0,0%) |
| Хиспаноамериканци | 1.118 (36,3%) | 0 (0,0%) |
| Укупно            | 3.078         | 0        |